# ニーナ・アイヒンガー
ニーナ・アイヒンガー（Nina Eichinger、1981年9月16日 - ）は、ドイツの女優。ミュンヘン出身。

## 出演作品
- 三銃士/王妃の首飾りとダ・ヴィンチの飛行船
- オーシャンズ・オデッセイ
- バーダー・マインホフ 理想の果てに